# David Costabile
David Costabile (Washington, 9 de enero de 1967) es un actor estadounidense, reconocido por su trabajo en televisión. Ha aparecido en papeles secundarios en series como Breaking Bad (Gale Boetticher) o en películas como 13 horas: los Soldados Secretos de Bengasi. Amplia trayectoria en cine y televisión. También actuó en los teatros de Broadway.
Costabile es de ascendencia italiana. Asistió al Gonzaga College High School, donde se graduó en 1985, y después estudió en la Universidad de Tufts. En 1998 se graduó en el programa MFA de actuación en la Universidad de Nueva York. Da clases de actuación en esta última. Estudió canto y puede interpretar obras clásicas.

## Carrera

### Teatro
En el 2007, Costabile apareció en Broadway en la reposición de Translations, en el Manhattan Theatre Club. En 1997 participó en el musical Titanic, y en 1995 hizo The Tempest (La tempestad). En el 2005 apareció como Launce en The Two Gentlemen of Verona (Los dos caballeros de Verona) como parte del New York Shakespeare Festival Public Theater (Teatro Público del Festival de Shakespeare de Nueva York). En Caroline, or Change (2003-2004), el galardonado musical de Tony Kushner y Jeanine Tesori, Costabile realizó un taller y actuó en la producción original y en su transferencia a Broadway.[cita requerida]

### Televisión
Costabile ha aparecido en varios comerciales de televisión, incluidos los anuncios de Microsoft y FedEx. Sin embargo, es más conocido por sus papeles recurrentes en televisión, en The Wire (como Thomas Klebanow, el jefe de redacción del Baltimore Sun), Flight of the Conchords (como Doug), Damages (como el detective Rick Messer), Breaking Bad (como Gale Boetticher), Suits (como Daniel Hardman, exsocio principal de la firma de abogados Pearson-Hardman) y en la innolvidable serie Billions (como Mike "Wags" Wagner, mano derecha de Axe).[cita requerida]
Costabile también apareció en la sexta temporada de The Office, como un banquero enviado desde Sabre para evaluar a Dunder Mifflin. Actuó en el episodio «Changes» de la serie Dr. House como un chofer de limusina. Fue estrella invitada en la segunda temporada de Franklin & Bash, como socio principal de la oficina de Infeld Daniels en Nueva York, investigando a Franklin y a Bash debido a una denuncia presentada contra ellos por un antiguo cliente. Tuvo un papel como estrella invitada en un episodio de la temporada 3 de The Good Wife, representando al abogado del acusado en una demanda contra Lockhart y Gardner. También apareció en dos episodios de Ripper Street, del canal BBC One (en Londres).[cita requerida]
En el 2011 apareció en el episodio «Funhouse» de la temporada 3 de la serie Lie to Me como el Dr. Mitch Grandon, el médico jefe de una institución mental. En 2013 apareció en el episodio «Lesser Evils» (‘males menores’) de la temporada 1 de la serie Elementary como Danilo Gura, el custodio de un hospital. En el 2013, Costabile apareció como Simon Boyd (investigador de Asuntos Internos) en la serie Low Winter Sun. Apareció en la temporada 1 de la serie Person of Interest como Samuel Gates. En el 2016 empezó a actuar en la serie Billions, interpretando a Mike "Wags" Wagner, mano derecha de uno de los protagonistas, Bobby "Axe" Axelrod, interpretado por Damian Lewis. En el 2020, apareció en la serie Little Birds.[cita requerida]

### Cine
En el 2009, Costabile apareció en la biopic Notorious, en la que interpreta a un profesor, y obtuvo un papel importante en la película Solitary Man, como Gary, el esposo del personaje de Jenna Fischer. Hizo de abogado de Jennifer Aniston en la película The Bounty Hunter (2010). En el  2012 apareció en la película Lincoln como el representante republicano James Ashley. En el 2013 apareció en la película Side Effects, de Steven Soderbergh, y como el profesor Horstein en Runner Runner.

## Vida personal
El 25 de junio de 2012 se casó con Eliza Costábile Baldi en el Kings Oaks Farm, en Bucks County (Pensilvania).

## Reconocimientos
En un artículo de abril de 2013 acerca de la televisión, la revista Wired dijo que Costabile es «un artista que habita sus personajes de manera tan perfecta como para ser siempre un favorito de los fanáticos» y «una de las mejores cosas» de cualquier programa de televisión en el que ha aparecido.